# 韓民族日報
《韩民族日报》（韓語：한겨레신문）是韓國的主要报纸之一，以韓語發行，每日發行量高達28萬1814份。1988年5月15日主要由宋建鎬等被《東亞日報》解任者設立。政治立場為中間偏左。

## 旗下報系
- 《韓民族21》（한겨레 21）
- 《经济21》（Economy 21）
- 《电影21》（씨네 21）

## 外部連結
- 韓民族日報 （页面存档备份，存于）
- 韓民族21 （页面存档备份，存于）
- 韓民族日報 （页面存档备份，存于）（英文）

1. ↑  . 2021-07-21.